# Hollandale (Mississippi)

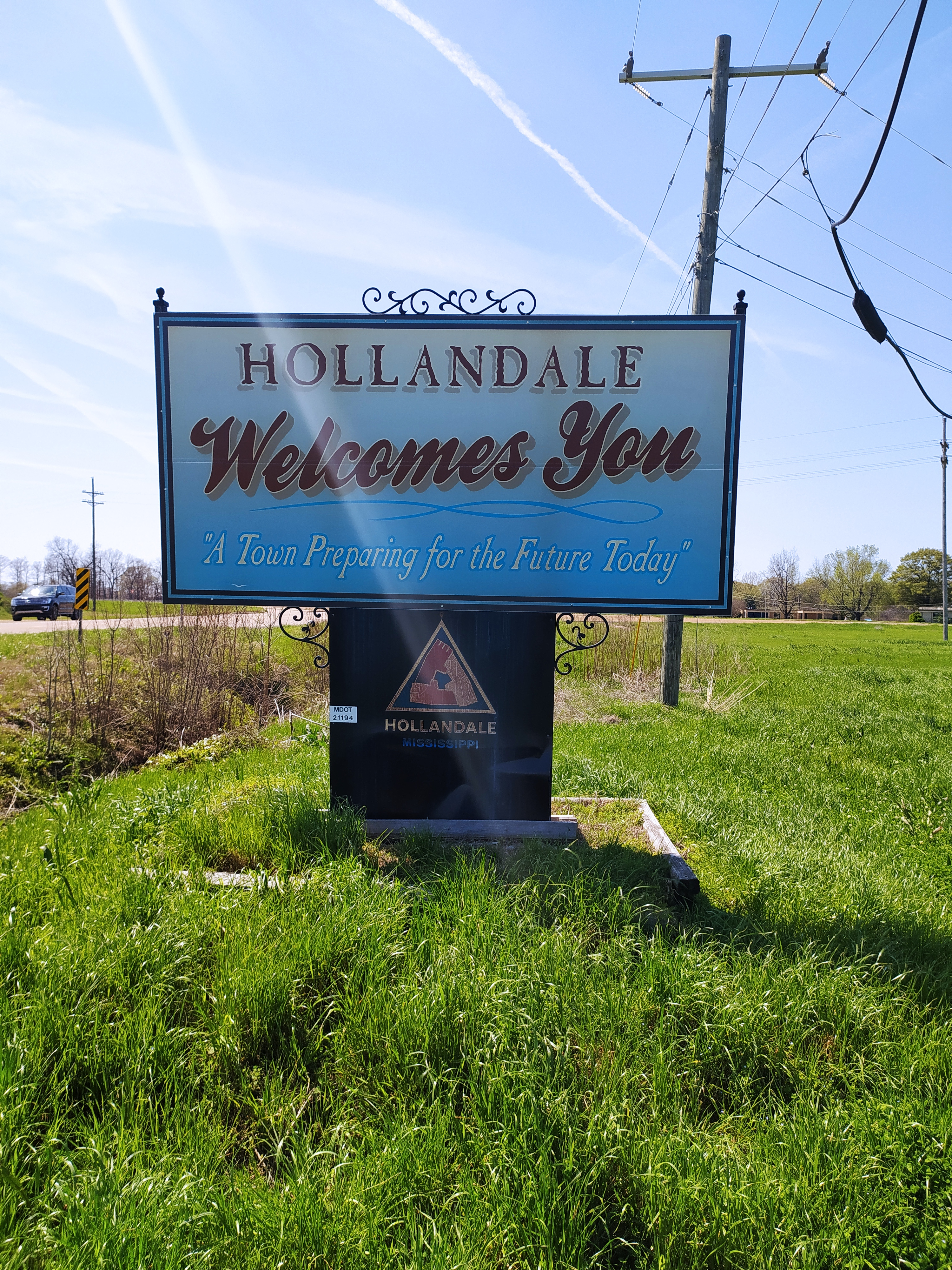
Panneau de bienvenue à Hollandale

Pour l’article homonyme, voir Hollandale (Minnesota).
La ville américaine de Hollandale est située dans le comté de Washington, dans l’État du Mississippi. Sa population s’élevait à 2 702 habitants lors du recensement de 2010, estimée à 2 496 habitants en 2016.

## Source
- (en) Cet article est partiellement ou en totalité issu de l’article de Wikipédia en anglais intitulé « Hollandale, Mississippi » (voir la liste des auteurs).